# Maurice Eblé
Pour les personnes ayant le même patronyme, voir Eblé.
Maurice Eblé, de son nom complet Marie Louis Maurice Eblé, né le 13 juillet 1880 à Yzeure, et mort en décembre 1942 à Clermont-Ferrand, est un avocat engagé dans le catholicisme social. Il fonde et dirige des associations, des revues chrétiennes, et inspire des réformes sociales.
Vice-Président de l'Association catholique de la jeunesse française, il participe à la fondation d'associations à caractère social ; il est le secrétaire général de plusieurs d'entre elles.
Rédacteur en chef de revues d'inspiration démocrate-chrétienne, Maurice Eblé rédige de nombreux articles et une quinzaine d'ouvrages sur les questions sociales, la doctrine sociale de l'Église et les groupes d'action catholique. Il intervient dans les Semaines sociales de France.
Maurice Eblé préconise des progrès sociaux comme les Allocations familiales ; il en élabore les projets et milite pour leur adoption.

## Biographie

Armoiries Eblé

Marie Louis Maurice Eblé, né au château de Croyssance à Yzeure près de Moulins dans l'Allier en 1880, est le 4e comte Eblé, fils de Jean Baptiste Marie Charles Eblé, percepteur des finances, et de Marie Louise Boussard d'Hauteroche. Il est le petit-fils du général Charles Eblé (1799-1870) et l'arrière-petit-neveu du général d'Empire Jean-Baptiste Eblé (1758-1812).
Maurice Eblé effectue sa scolarité au collège jésuite de Saint-Dizier. Il étudie ensuite le droit à Paris, présente sa thèse sur Les Écoles catholiques d'économie politique et sociale en France et devient docteur en droit. Il est aussi diplômé de l'École libre des sciences politiques.

### Engagement dans le catholicisme social
Maurice Eblé devient avocat et s'engage dans le catholicisme social. Militant de l'Association catholique de la jeunesse française (A.C.J.F.), il en devient membre du Comité, puis Vice-président.
Il est secrétaire de rédaction puis rédacteur en chef des Annales de la jeunesse catholique, ensuite les Annales de l'A.C.J.F.. Il collabore aussi à la Vie Nouvelle, dont il devient également rédacteur en chef, et à l'Âme française,.
Eblé participe à la Guerre de 1914-1918 comme officier. Il est lieutenant à la fin de la guerre.

### Engagement politique, Semaines sociales, allocations familiales
Il prend part aux Semaines sociales de France, dont il devient membre de la commission générale, et où il est parfois professeur. Il est parmi les fondateurs des Secrétariats sociaux, avec Marius Gonin et Victor Bétremont. Il est secrétaire général du Secrétariat Social de Paris, et secrétaire général de l'Union des Secrétariats Sociaux. Il est aussi secrétaire général de la Ligue des droits du religieux ancien combattant,,.
Proche du Parti démocrate populaire (PDP) d'inspiration démocrate-chrétienne, Maurice Eblé est membre du comité de rédaction de sa revue Politique ; il s'y prononce en 1929 pour « l'actionnariat du travail » et la « démocratie sociale ».
Il est en 1929 un des principaux artisans du projet d'Allocations familiales, élaboré avec la C.F.T.C., repris en proposition de loi et voté.
Au début de la Seconde Guerre mondiale, Maurice Eblé s'occupe du Secours national.
Il est mort le 24 décembre 1942,. Ses obsèques ont lieu le 28 décembre dans la basilique Notre-Dame-du-Port à Clermont-Ferrand.

## Œuvres
Ses œuvres sont indiquées par ordre de première parution connue,,.
- Les Écoles catholiques d'économie politique et sociale en France, évolution, position et rapports. Faculté de droit de l'Université de Paris : Thèse pour le doctorat. Paris, V. Giard et E. Brière, 1905.
- Un problème social : unité de doctrine catholique, diversité de systèmes, lettres à un ami, Reims, 1906.
- Les divers socialismes : la transformation du régime du travail, 1919.
- Le Développement juridique et social de la convention collective de travail, Paris, Éditions Spes, s.d. (1919) ; rééd. 1923.
- La Doctrine sociale catholique. Distinction avec l'individualisme et le socialisme, Paris, 1920.
- Manuel des cercles d'études, 1920 ; 1922, 3e et 4e éd. ; 1925 ; 1928, 7e éd.
- Les Secrétariats sociaux, Bar-le-Duc, Brodard et Cie ; Paris, Secrétariat social de Paris, 1923 ; rééd. Paris, Spes, 1932.
- La question sociale aujourd'hui, Paris, Spes, 1923.
- L'Union d'études des catholiques sociaux, 1923.
- Une Politique sociale. Mesures légales en faveur des familles nombreuses à la date du 1er janvier 1924, Paris, Éditions de la Documentation catholique, 1924.
- La Doctrine sociale catholique. Distinction avec l'individualisme et le socialisme, Librairie de la Jeunesse Catholique, 1924.
- Ligue des droits du religieux ancien combattant. Situation légale des congrégations charitables et hospitalières, Rapport... Tours 24-26 octobre 1929. Paris, D.R.A.C., 1930.
- La Commission mixte permanente pour la collaboration sociale et l'organisation professionnelle, partie II de La Charte du syndicalisme chrétien par Six, P. (Chanoine), Paris, Bloud et Gay, 1930.
- Un organisme de l'action sociale catholique. Les secrétariats sociaux, Bar-le-Duc, Impr. Saint-Paul, Paris, Éditions "Spes", 1932.
- La lutte civique de la DRAC, s.d. (vers 1935).
- La Guerre et l'entente sociale, Langres, Impr. Saint-Pierre, 1939 (2e éd.).
- Quelques pensées, publication posthume dans Un témoin du catholicisme social : Maurice Eblé, Paris, Maison de la Bonne Presse, 1948.
- Diverses publications et contributions, articles divers dans Annales de la jeunesse catholique, L'Action populaire, Revue catholique des institutions et du droit, Vie Nouvelle, Âme française, L'Aube, Frères d'armes, Politique, Journal des économistes, La Documentation catholique, France et monde, Revue pratique d'apologétique, Étvdes, Bulletin du comité de défense religieuse, Répertoire pratique de droit civil et ecclésiastique, La Vie au patronage, Le Recrutement sacerdotal.

## Distinctions
- Chevalier de l'ordre de Saint-Grégoire-le-Grand[10].

## Sources bibliographiques
- Paul Rimbault, Un témoin du catholicisme social : Maurice Eblé, 1880-1942, collection Les Grandes figures chrétiennes, Paris, Maison de la Bonne Presse, 1948.
- Ernest Pezet, Chrétiens au service de la cité de Léon XIII au Sillon et au MRP, Paris, Nouvelles Éditions latines, 1965.
- Roger Limouzin-Lamothe, « Eblé (Maurice) » dans Dictionnaire de biographie française, vol. 12, Paris, 1970 [détail des éditions] , col. 1098.
- Bibliothèque nationale de France, Catalogue général des œuvres[11].